# Ковальский, Джон
Джон (Ян) Ковальский (англ. John Kowalski, пол. Jan Kowalski; 22 декабря 1951, Милкув, Польша) — американский футбольный тренер.

## Биография
В Польше в юношеском возрасте Ковальский выступал за клуб «Карконоше Милкув». В 1965 году вместе с родителями эмигрировал в США. Учился в старшей школе Фрэнсиса Льюиса в Нью-Йорке, затем окончил Университет Нью-Хейвена, где играл за университетскую футбольную команду «Нью-Хейвен Чарджерс».
С 1973 по 1978 год Ковальский был футболистом команды «Нью-Бритен Фэлконс», а также ассистентом главного тренера в «Нью-Хейвен Чарджерс». Затем работал в шоуболе: в 1978—1979 годах был помощником тренера в команде «Цинциннати Кидс», а в 1979 году переехал в Питтсбург и стал помощником тренера в команде «Питтсбург Спирит». В 1980 году стал главным тренером команды «Хартфорд Хеллионс», выступавшей в шоубольной лиге MISL. Осенью 1981 года стал главным тренером «Питтсбург Спирит». Был тренером команды до 1985 года, одержав с ней 106 побед и потерпев 82 поражения. В 1989 году возглавил футбольную команду Университета Роберта Морриса «Роберт Моррис Колониалс».
В 1989 году Ковальский тренировал сборную США по мини-футболу, заняв с ней третье место на чемпионате мира 1989. 23 февраля 1991 года Ковальский стал временным главным тренером сборной США по футболу, заменив уволенного Боба Ганслера. При нём сборная США провела два официальных матча в рамках Североамериканского кубка наций 1991: против Канады (2:0) и Мексики (2:2). Затем он стал помощником Боры Милутиновича, отвечая, в том числе, и за поиск игроков. Он привёл в сборную таких игроков, как Януш Михалик и Алекси Лалас. В 1991 году его сменил на посту ассистента Тимо Лиекоски. В 1992 году Ковальский вновь возглавил сборную США по мини-футболу и с ней завоевал серебряную медаль на чемпионате мира 1992, проиграв в финале сборной Бразилии со счётом 1:4. В 1993 году стал главным тренером сборной США до 20 лет и занимал эту должность до 1994 года.
15 ноября 1996 года Ковальский был назначен главным тренером клуба MLS «Тампа-Бэй Мьютини». В сезоне 1997 возглавляемый им клуб занял второе место в Восточной конференции и вышел в плей-офф. 8 июня 1998 года, после 15-го тура сезона 1998, так как руководимые им игроки выиграли только три раза, Ковальского на посту главного тренера «Тампа-Бэй Мьютини» сменил Тим Ханкинсон. Всего под его руководством «Тампа-Бэй Мьютини» провёл 51 матч, выиграв 21 из них и проиграв 30. 5 ноября 1998 года Ковальский был назначен главным тренером новообразованного клуба Эй-лиги «Питтсбург Ривердогс», переименованного в декабре 1998 года в «Питтсбург Риверхаундс». 25 января 2001 года «Питтсбург Риверхаундс» объявил о непродлении контракта с Ковальским. В 2001 году он стал главным тренером женской команды «Роберт Моррис Колониалс». В 2008 году получил предложение от варшавской «Полонии», которое отклонил. Возглавлял «Роберт Моррис Колониалс» в течение 19 сезонов, уйдя в отставку в конце 2019 года.